# 울리야놉스크급 항공모함
울리야놉스크급 항공모함은 소비에트 연방이 미국의 항모 전단에 대항할 목적으로 건조했던 항공모함이다. 원래 8척을 건조하기로 계획했고, 1988년부터 1척을 건조하기 시작해 1995년부터 운용할 계획이었지만 예산 부족으로 40%만 건조된 상태에서 폐기되었다.

## 개요
1960년대 말부터 소비에트 연방 해군 총사령부는 미 해군의 대규모 항공모함 기동부대에 대항하기 위한 대형항모 전력의 확보의 필요성을 느끼고, 1973년부터 오렐급 원자력 항공모함 계획을 추진한다. 그 규모는 만재배수량 85,000t으로 정도로 거대했으며 당시 미 해군의 주력 항공모함이었던 포레스탈급과 키티호크급에 비해 뒤지지 않으며 오히려 원자력 추진이라는 점으로 인해 더 많은 장점을 지녀 구소련 해군으로서는 상당히 야심찬 계획이었다. 그러나 이 계획은 이전의 그 어떤 구소련 해군의 함정들보다도 훨씬 많은 예산이 요구되어 곧 논란을 불러 일으켰고, 자연히 당시 구소련 해군 발전권을 빼앗아 가지고 있던 구소련군 총참모부의 반발을 사게 된다. 당시 소련 해군의 교리에서 수상함은 보조 전력에 불과하고 주 전력은 잠수함과 핵무기였기 때문이였다. 하지만 다행히도 당시 소련 국방상이었던 안드레이 그레치코 육군 원수가 이 계획의 강력한 지지자였던 까닭에 시끄러운 상황에서도 그나마 진행이 될 수 있었다. 그러나 그것도 얼마 가지 않아 새로이 국방상에 임명된 드미트리 우스티노프 육군 원수의 결정에 의해 1976년 최종적으로 취소되어 버렸다. 그 이후 구소련 해군 총사령부는 계획을 축소, 변경한 소비에트급 원자력 항공모함을 제안한다. 크기는 만재배수량은 68,000t 정도로 감소되다. 그러나 이 계획조차도 총참모부의 반발과 더불어 일부 기술적인 문제로 인해 1983년 최종 취소되고 말았다. 그동안 소련 해군은 모스크바급과 키예프급같은 항공순양함들을 건조하는 것으로 만족해야 했다. 그러던 중 우스티노프의 뒤를 이어 1984년 국방상에 임명된 세르게이 소콜로프 육군 원수는 동해 실시된 구소련 해군의 대규모 기동훈련을 참관하면서 해군의 항공전력의 증강의 필요성을 느끼게 되고 이에 따라 다시금 구소련 해군의 항공모함 계획이 탄력을 받게 된다. 이에 따라 그것의 신호탄이 바로 쿠즈네초프 항공모함 4척 건조계획이었으며, 이의 뒤를 이어 울리야놉스크급 원자력 항공모함 2척의 건조계획이 수립되게 되고 호위함대 계획으로 뉴클리어 태스크 포스 계획이 수립된다. 애초에 기획했던 함명은 크레믈린이었지만, 이후 울리야놉스크로 네임쉽이 확정된다. 전체적으로 울리야놉스크급은 쿠즈네초프급의 확대 개량형으로서 원자력 추진을 부여한 형태로, 기존의 오렐급과 소비에트급이 캐터펄트 이함방식이었던 것에 반해 독특하게 스키점프대와 캐터펄트를 모두 운용하도록 설계되었다. 이 점은 아무래도 지금까지도 의문시되는 캐터펄트에 대한 기술적인 문제가 한 몫 했을 것으로 보인다. 네프스코프 설계국에서 1984년부터 설계를 진행했으며 1988년에 우크라이나에 있는 니콜라예프 조선소에서 건조에 들어갔지만 소련 경제상황의 악화로 인해 1991년 11월 1일 40%의 공정을 보인 상태에서 건조계획이 최종 취소되어 버렸다. 그리고 울리야놉스크급의 취소로 인해 뉴클리어 태스크 포스를 구성하던 함선 Project 11990 구축함 등의 호위함들도 취소되었다.

## 제원

### 크기
- 길이:324m
- 전폭:75M
- 홀수선:11.6M
- 배수량: 만재시 85.000t

### 추진
- KN-3 원자로 4기
- 스팀 터빈 2기
- 2축 추진
- 마력: 200.000hp
- 속도:30노트

### 무장
- 9K331 24셀
- P-500 그라니트 12셀
- CADS-N-1/256 3M-88/SA-N-11
- AK-630 CIWS 6문
- 카쉬탄 CIWS 2기
- RPK-5/Udav-12

### 레이다
- MR-710 Fregat-MA/Top Plate 3D
- MR-320M Topaz/Strut Pair 2D 2기

### 소나
- 즈베즈다-2
- MGK-345 선체 고정 소나

### 사격 통제장치
- Palm Frond 3기
- MR-360 Podkat 4기
- 3P37/Hot Flash 8기

### 함재기

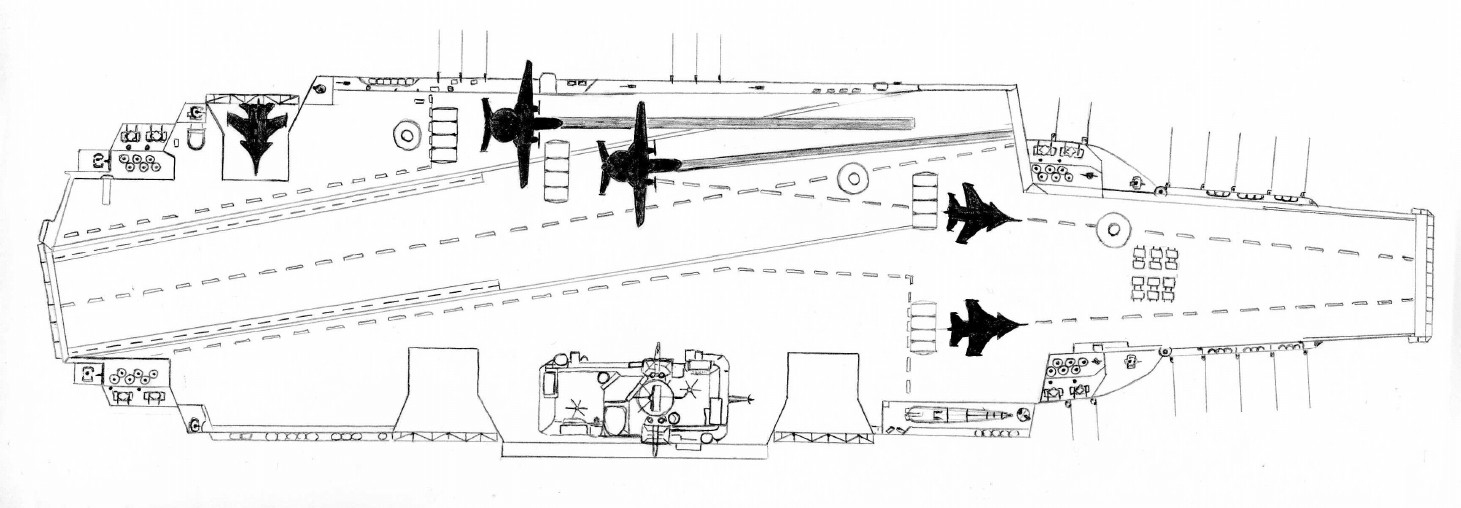

- 수호이 Su-33 20대
- 미코얀 MiG-29K 20대
- Su-25 10대
- Yak-44 함상조기경보기
- 카모프 Ka-27 15~20대

## 같이 보기
- 프로젝트 23000E